# Такікомі ґохан

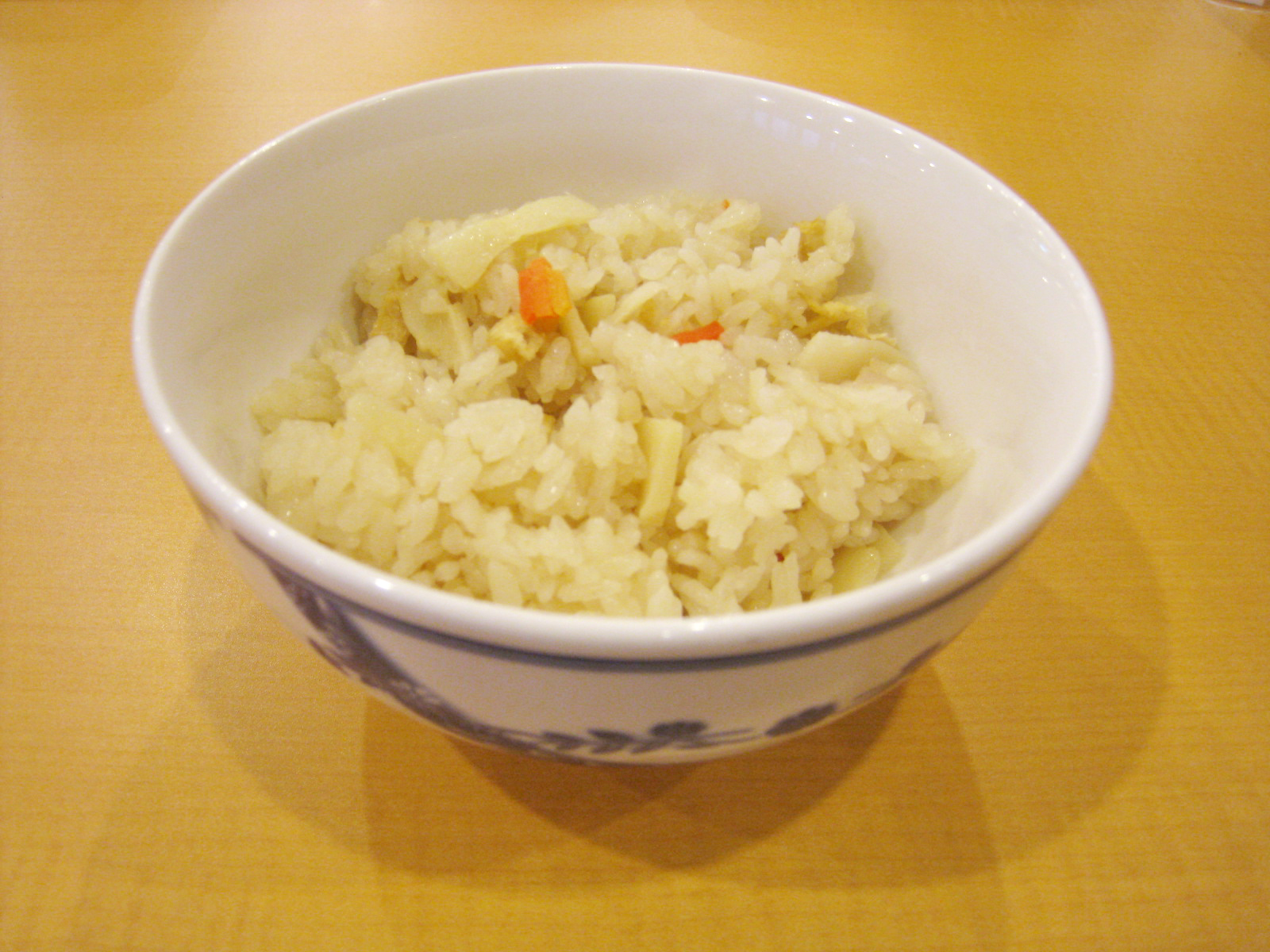
Такеноко ґохан (筍御飯), один з видів такікомі ґохан.

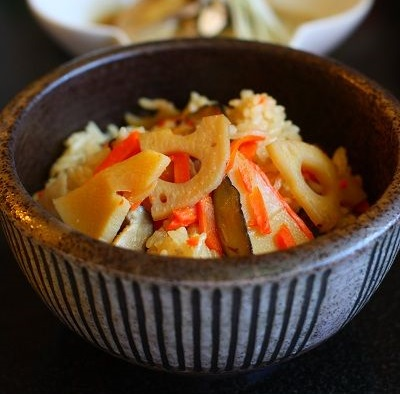
Ґомоку ґохан.

Такікомі ґохан (炊き込みご飯 або 炊き込み御飯) — японська страва з рису, приправлена дасі та соєвим соусом разом з грибами, овочами, м'ясом, рибою чи морепродуктами. Інгредієнти такікомі ґохан готуються разом з рисом; у подібній страві, мазе ґохан (混ぜ御飯), приготовані овочі та інші інгредієнти змішують з вареним рисом.

## Варіації
- Тай-месі (鯛飯): рис із цілим морським лящем.[1]
- Аю[en]-месі (鮎飯): рис із цілою рибою аю (лат. Plecoglossus altivelis).
- Мацутаке ґохан (松茸御飯): рис з грибами мацутаке.
- Кані-месі (蟹飯): рис з крабом.
- Ґомоку-месі (五目飯 або ґомоку ґохан 五目御飯): вільний переклад — «рис змішаний з п'ятьма інгредієнтами», рецепт якого часто покладається сезонно доступні продукти, і може включати гриби мацутаке або шіїтаке, пагони бамбука, корінь лопуха, свіжу сою, каштани, курятину, білу рибу або устриці.[1] На діалекті Осаки ця страва називається каяку ґохан (加薬御飯).[1][2]